# Francesco Giorgi
Francesco Giorgi (Cagliari, 19 febbraio 1970) è un ex judoka italiano.

## Biografia
Nato a Cagliari nel 1970, durante la carriera ha gareggiato nella categoria di peso dei 65 kg.
A 26 anni ha partecipato ai Giochi olimpici di Atlanta 1996 nei 65 kg, venendo eliminato ai sedicesimi di finale dal portoghese Michel Almeida.